# ТЕС Овен-Спрінгс
ТЕС Овен-Спрінгс – теплова електростанція у віддаленому пустельному регіоні Австралії в районі містечка Аліс-Спрінгс.
В 2009 році на майданчик Овен-Спрінгс перемістили призначену для роботи у відкритому циклі газову турбіну номінальною потужністю 6,9 МВт (отримала станційний номер OA), що до того працювала на ТЕС Рон-Гудін (забезпечує Аліс-Спрінгс ще з 1970-х років). 
У 2011-му ввели дію три генераторні установки на основі двигунів внутрішнього згоряння номінальною потужністю по 14,2 МВт (станційні номери О1 – О3).
В 2019-му запустили ще одну чергу у складі десяти генераторних установок на основі двигунів внутрішнього згоряння номінальною потужністю по 6,4 МВт (станційні номери О5 – О14). Таким чином, загальна номінальна потужність станції досягнула 113 МВт, тоді як показник максимального навантаження становить 78 МВт.
Як паливо використовують природний газ, що може надходити по перемичці від газопроводу Палм-Воллей – Аліс-Спрінгс та газопроводу Дінго – Овен-Спрінгс.